# Луј Троши
Луј Троши (фр. Louis-Jules Trochu; 12. март 1815 — Тур, 7. октобар 1896) био је француски генерал и први премијер Треће француске републике. Био је гувернер Париза и председник Владе националне одбране током опсаде Париза. Његово гушење радничких демонстрација у Паризу (22. јануара 1871) било је непосредан повод за избијање Париске комуне.

## Каријера

### Генералштабни официр
Троши је готово читаву каријеру провео као генералштабни официр. Служио је у штабовима генерала Бижоа у Алжиру, током гушења народног устанка (1843-1846), Сент Арноа у кримском рату (1853-1856) и Наполеона III у рату против Аустрије 1859.

### Председник Владе народне одбране
У току француско-пруског рата (1870-1871) био је гувернер Париза и командант снага одређених да га бране. После збацивања цара Наполеона III и проглашења Републике (4. септембра 1870), иако изразити монархиста, Троши је постао председник привремене Владе националне одбране. У току опсаде Париза био је пасиван и није предузео потребне мере за јачање одбране града и ублажење опште несташице.
Покушај париских радника да збаце владу и образују револуционарну Париску комуну 31. октобра 1870. и 22. јануара 1871, Троши је осујетио јединицама доведеним са фронта и уз помоћ буржоаских батаљона Националне гарде. Поднео је оставку непосредно пред потписивање примирја и акта о капитулацији Париза 28. јануара 1871.

### Дела
После смрти издата су му сабрана дела (фр. Oeuvres posthumes, Тур, 1896).